# Attila cannelle
Attila cinnamomeus
Espèce
Synonymes
- Muscicapa cinnamomea

Statut de conservation UICN

 LC  : Préoccupation mineure
L'Attila cannelle (Attila cinnamomeus) est une espèce de passereaux de la famille des Tyrannidae.

## Distribution
Cet oiseau vit du Venezuela et des Guyanes jusqu'au Nord de la Bolivie et jusqu'à l'Amazonie brésilienne.